# Moondark
Moondark è un personaggio dei fumetti, creato da Gerry Conway e Len Wein (testi), Ross Andru (disegni), pubblicato dalla Marvel Comics. È la prima apparizione in Marvel Team-Up n. 12 (agosto 1973).

## Biografia del personaggio
Durante uno spettacolo di magia tenuto a San Francisco, l'Uomo Ragno, in città per un servizio fotografico, incappa in Moondark, uno stregone dalle mire sconosciute, che aveva ipnotizzato Jack Russell (alias Licantropus). I due supereroi sono costretti a lottare, ma rotto il legame che schiavizzava Jack, si rivoltano contro il mago, che sembra morire, affogato nella baia di San Francisco.
Le potenze infernali salvano Moondark dalla morte, ma lo privano dell'anima che egli potrà riconquistare se riuscirà a trovare altre cento anime come riscatto. Tornato sulla terra, trova lavoro presso un circo dove riesce a rubare l'anima di Ghost Rider (Johnny Blaze), tuttavia, i suoi piani sono sventati, un'altra volta, dall'Uomo Ragno e Moondark viene precipitato in un limbo infernale.
Resuscitato nuovamente, si rimette a caccia dell'anima di Ghost Rider che, con l'aiuto di Hamilton Slade, sconfigge ancora lo stregone.
Alleatosi con gli Stregoni delle Acque, Moondark tenta ancora una volta di uccidere Ghost Rider, ma è ulteriormente sconfitto.

## Poteri e abilità
Moondark è uno stregone malvagio, dotato dell'abilità di:
- ipnotizzare le persone
- aprire portali spazio-temporali
- lanciare raffiche di energia infuocata
- creare scudi di forza.